# Ngựa Lokai
Ngựa Lokai, một con ngựa núi được nuôi ở Tajikistan, được sử dụng như một con ngựa cưỡi, một con ngựa chở hàng, hoặc thậm chí đôi khi là một con ngựa chở đồ nhẹ. Mặc dù nhỏ, giống ngựa này khá nhanh nhẹn và khỏe mạnh. Loài này được phát triển bằng cách lai ngựa núi bản địa với một hỗn hợp của cá giống ngựa Trung Á và châu Âu.

## Lịch sử
Ngựa Lokai được phát triển ở các khu vực miền núi ở miền trung và miền nam Tajikistan, nơi nó được phát triển thành một giống ngựa nhanh nhẹn, khỏe mạnh và chuyên dùng để cưỡi. Giống ngựa này đã được phát triển từ thế kỷ 16, khi các bộ lạc Lokai Uzbek bắt đầu cải thiện những con ngựa địa phương với sự phối giống với các giống Trung Á, bao gồm cả các giống Iomud, Karabair, Turkmene và Akhal-Teke. Sau đó, ngựa giống Ả Rập từ ngựa Bukhara và Thoroughbred và Tersk được sử dụng để cải thiện giống ngựa này.

## Đặc điểm
Ngựa Lokai có đầu khá cân đối với khung xương thẳng hoặc hơi lồi, đặt trên một cần cổ dài, khung xương cổ vững chắc và dốc, vai cơ bắp. Vai là nổi bật, với một lưng thẳng, ngắn và mông dốc. Chân chắc chắn, sạch sẽ và có cơ bắp tốt.

## Ứng dụng
Ngựa Lokai đã được sử dụng cho nhiều mục đích trong suốt những năm qua. Những con ngựa giống này được dùng để vận chuyển trên các vùng núi cao, chúng được dùng để chạy đua, chúng được sử dụng trong trò chơi kokpar, và thường được sử dụng như một giống ngựa mang hàng. Ngựa Lokai thậm chí đôi khi được sử dụng như một con ngựa chở đồ nhẹ.